# Eleições europeias de 2014 em Vila Nova de Gaia

## Resultados Oficiais
| Partido                 | Partido                               | Votos   | %               | +/-   |
| ----------------------- | ------------------------------------- | ------- | --------------- | ----- |
|                         | Partido Socialista                    | 34 330  | 34,52 / 100,00  | 3,84  |
|                         | Aliança Portugal                      | 23 205  | 23,33 / 100,00  | 13,26 |
|                         | Coligação Democrática Unitária        | 11 413  | 11,48 / 100,00  | 1,89  |
|                         | Partido da Terra                      | 8 710   | 8,76 / 100,00   | 8,28  |
|                         | Bloco de Esquerda                     | 5 396   | 5,43 / 100,00   | 6,23  |
|                         | LIVRE                                 | 2 000   | 2,01 / 100,00   | Novo  |
|                         | Partido pelos Animais e pela Natureza | 1 936   | 1,95 / 100,00   | Novo  |
|                         | PCTP/MRPP                             | 1 877   | 1,89 / 100,00   | 0,63  |
|                         | Outros                                | 2 906   | 2,92 / 100,00   |       |
| Votos Inválidos         | Votos Inválidos                       | 7 675   | 7,72 / 100,00   | 1,23  |
| Total                   | Total                                 | 99 448  | 100,00 / 100,00 |       |
| Eleitorado/Participação | Eleitorado/Participação               | 261 855 | 37,98 / 100,00  | 3,74  |

## Resultados por Freguesia
Os resultados seguintes referem-se aos partidos que obtiveram mais de 1,00% dos votos:
| Freguesia                            | %     | %     | %     | %     | %    | %    | %    | %    | Votantes |
| Freguesia                            | PS    | AP    | CDU   | MPT   | BE   | L    | PAN  | PCTP | Votantes |
| ------------------------------------ | ----- | ----- | ----- | ----- | ---- | ---- | ---- | ---- | -------- |
| Arcozelo                             | 27,87 | 31,43 | 9,03  | 9,55  | 4,65 | 2,45 | 2,00 | 1,75 | 4 693    |
| Avintes                              | 40,96 | 16,56 | 16,19 | 7,78  | 4,12 | 1,91 | 1,49 | 1,91 | 3 884    |
| Canelas                              | 36,82 | 18,74 | 10,59 | 9,59  | 5,35 | 1,97 | 2,07 | 2,15 | 4 003    |
| Canidelo                             | 37,09 | 17,29 | 12,74 | 9,78  | 6,85 | 1,97 | 1,96 | 2,18 | 8 945    |
| Grijó e Sermonde                     | 33,66 | 29,34 | 8,62  | 7,36  | 4,70 | 1,48 | 1,53 | 1,83 | 3 725    |
| Gulpilhares e Valadares              | 31,02 | 23,29 | 13,34 | 9,85  | 4,83 | 2,01 | 2,08 | 1,86 | 6 977    |
| Madalena                             | 34,22 | 21,77 | 12,28 | 10,05 | 4,68 | 1,71 | 2,37 | 1,94 | 3 501    |
| Mafamude e Vilar do Paraíso          | 30,73 | 25,59 | 11,96 | 9,21  | 6,33 | 2,44 | 1,95 | 1,53 | 17 498   |
| Oliveira do Douro                    | 39,09 | 18,21 | 13,32 | 8,03  | 6,06 | 1,84 | 2,00 | 2,06 | 7 659    |
| Pedroso e Seixezelo                  | 36,37 | 24,51 | 8,87  | 9,10  | 4,44 | 1,79 | 1,96 | 1,94 | 6 593    |
| Sandim, Olival, Lever e Crestuma     | 34,51 | 32,50 | 6,57  | 6,44  | 3,53 | 1,34 | 1,35 | 1,59 | 6 348    |
| Santa Marinha e São Pedro da Afurada | 34,91 | 21,30 | 13,09 | 8,65  | 6,33 | 2,35 | 2,19 | 1,80 | 11 594   |
| São Félix da Marinha                 | 33,33 | 28,57 | 8,19  | 8,66  | 3,93 | 2,06 | 2,00 | 1,82 | 4 456    |
| Serzedo e Perosinho                  | 35,77 | 26,09 | 9,95  | 7,92  | 4,13 | 1,80 | 1,44 | 1,89 | 4 434    |
| Vilar de Andorinho                   | 37,82 | 16,72 | 13,16 | 8,04  | 6,50 | 1,67 | 2,41 | 2,82 | 5 138    |
| Vila Nova de Gaia                    | 34,52 | 23,33 | 11,48 | 8,76  | 5,43 | 2,01 | 1,95 | 1,89 | 99 448   |

#### Arcozelo
| Partido                 | Partido                               | Votos  | %               | +/-   |
| ----------------------- | ------------------------------------- | ------ | --------------- | ----- |
|                         | Aliança Portugal                      | 1 475  | 31,43 / 100,00  | 12,80 |
|                         | Partido Socialista                    | 1 308  | 27,87 / 100,00  | 2,00  |
|                         | Partido da Terra                      | 448    | 9,55 / 100,00   | 9,08  |
|                         | Coligação Democrática Unitária        | 424    | 9,03 / 100,00   | 1,67  |
|                         | Bloco de Esquerda                     | 218    | 4,65 / 100,00   | 5,82  |
|                         | LIVRE                                 | 115    | 2,45 / 100,00   | Novo  |
|                         | Partido pelos Animais e pela Natureza | 94     | 2,00 / 100,00   | Novo  |
|                         | PCTP/MRPP                             | 82     | 1,75 / 100,00   | 0,46  |
|                         | Outros                                | 138    | 2,93 / 100,00   |       |
| Votos Inválidos         | Votos Inválidos                       | 391    | 8,33 / 100,00   | 1,71  |
| Total                   | Total                                 | 4 693  | 100,00 / 100,00 |       |
| Eleitorado/Participação | Eleitorado/Participação               | 12 583 | 37,30 / 100,00  | 4,66  |

#### Avintes
| Partido                 | Partido                               | Votos | %               | +/-   |
| ----------------------- | ------------------------------------- | ----- | --------------- | ----- |
|                         | Partido Socialista                    | 1 591 | 40,96 / 100,00  | 5,67  |
|                         | Aliança Portugal                      | 643   | 16,56 / 100,00  | 10,11 |
|                         | Coligação Democrática Unitária        | 629   | 16,19 / 100,00  | 0,69  |
|                         | Partido da Terra                      | 302   | 7,78 / 100,00   | 7,30  |
|                         | Bloco de Esquerda                     | 160   | 4,12 / 100,00   | 6,61  |
|                         | LIVRE                                 | 74    | 1,91 / 100,00   | Novo  |
|                         | PCTP/MRPP                             | 74    | 1,91 / 100,00   | 0,20  |
|                         | Partido pelos Animais e pela Natureza | 58    | 1,49 / 100,00   | Novo  |
|                         | Outros                                | 113   | 2,91 / 100,00   |       |
| Votos Inválidos         | Votos Inválidos                       | 240   | 6,18 / 100,00   | 0,14  |
| Total                   | Total                                 | 3 884 | 100,00 / 100,00 |       |
| Eleitorado/Participação | Eleitorado/Participação               | 9 961 | 38,99 / 100,00  | 0,67  |

#### Canelas
| Partido                 | Partido                               | Votos  | %               | +/-   |
| ----------------------- | ------------------------------------- | ------ | --------------- | ----- |
|                         | Partido Socialista                    | 1 474  | 36,82 / 100,00  | 4,74  |
|                         | Aliança Portugal                      | 750    | 18,74 / 100,00  | 14,93 |
|                         | Coligação Democrática Unitária        | 424    | 10,59 / 100,00  | 1,76  |
|                         | Partido da Terra                      | 384    | 9,59 / 100,00   | 9,07  |
|                         | Bloco de Esquerda                     | 214    | 5,35 / 100,00   | 8,12  |
|                         | PCTP/MRPP                             | 86     | 2,15 / 100,00   | 0,91  |
|                         | Partido pelos Animais e pela Natureza | 83     | 2,07 / 100,00   | Novo  |
|                         | LIVRE                                 | 79     | 1,97 / 100,00   | Novo  |
|                         | Outros                                | 128    | 3,17 / 100,00   |       |
| Votos Inválidos         | Votos Inválidos                       | 381    | 9,52 / 100,00   | 2,62  |
| Total                   | Total                                 | 4 003  | 100,00 / 100,00 |       |
| Eleitorado/Participação | Eleitorado/Participação               | 11 321 | 35,36 / 100,00  | 5,30  |

#### Canidelo
| Partido                 | Partido                               | Votos  | %               | +/-   |
| ----------------------- | ------------------------------------- | ------ | --------------- | ----- |
|                         | Partido Socialista                    | 3 318  | 37,09 / 100,00  | 2,09  |
|                         | Aliança Portugal                      | 1 547  | 17,29 / 100,00  | 11,52 |
|                         | Coligação Democrática Unitária        | 1 140  | 12,74 / 100,00  | 2,22  |
|                         | Partido da Terra                      | 875    | 9,78 / 100,00   | 9,10  |
|                         | Bloco de Esquerda                     | 613    | 6,85 / 100,00   | 6,68  |
|                         | PCTP/MRPP                             | 195    | 2,18 / 100,00   | 0,93  |
|                         | LIVRE                                 | 176    | 1,97 / 100,00   | Novo  |
|                         | Partido pelos Animais e pela Natureza | 175    | 1,96 / 100,00   | Novo  |
|                         | Outros                                | 250    | 2,80 / 100,00   |       |
| Votos Inválidos         | Votos Inválidos                       | 656    | 7,34 / 100,00   | 0,52  |
| Total                   | Total                                 | 8 945  | 100,00 / 100,00 |       |
| Eleitorado/Participação | Eleitorado/Participação               | 23 440 | 38,16 / 100,00  | 3,42  |

#### Grijó e Sermonde
| Partido                 | Partido                               | Votos  | %               |
| ----------------------- | ------------------------------------- | ------ | --------------- |
|                         | Partido Socialista                    | 1 254  | 33,66 / 100,00  |
|                         | Aliança Portugal                      | 1 093  | 29,34 / 100,00  |
|                         | Coligação Democrática Unitária        | 321    | 8,62 / 100,00   |
|                         | Partido da Terra                      | 274    | 7,36 / 100,00   |
|                         | Bloco de Esquerda                     | 175    | 4,70 / 100,00   |
|                         | PCTP/MRPP                             | 68     | 1,83 / 100,00   |
|                         | Partido pelos Animais e pela Natureza | 57     | 1,53 / 100,00   |
|                         | LIVRE                                 | 55     | 1,48 / 100,00   |
|                         | Outros                                | 124    | 3,34 / 100,00   |
| Votos Inválidos         | Votos Inválidos                       | 304    | 8,16 / 100,00   |
| Total                   | Total                                 | 3 725  | 100,00 / 100,00 |
| Eleitorado/Participação | Eleitorado/Participação               | 10 213 | 36,47 / 100,00  |

#### Gulpilhares e Valadares
| Partido                 | Partido                               | Votos  | %               |
| ----------------------- | ------------------------------------- | ------ | --------------- |
|                         | Partido Socialista                    | 2 164  | 31,02 / 100,00  |
|                         | Aliança Portugal                      | 1 625  | 23,29 / 100,00  |
|                         | Coligação Democrática Unitária        | 931    | 13,34 / 100,00  |
|                         | Partido da Terra                      | 687    | 9,85 / 100,00   |
|                         | Bloco de Esquerda                     | 337    | 4,83 / 100,00   |
|                         | Partido pelos Animais e pela Natureza | 145    | 2,08 / 100,00   |
|                         | LIVRE                                 | 140    | 2,01 / 100,00   |
|                         | PCTP/MRPP                             | 130    | 1,86 / 100,00   |
|                         | Outros                                | 233    | 3,33 / 100,00   |
| Votos Inválidos         | Votos Inválidos                       | 585    | 8,38 / 100,00   |
| Total                   | Total                                 | 6 977  | 100,00 / 100,00 |
| Eleitorado/Participação | Eleitorado/Participação               | 18 807 | 37,10 / 100,00  |

#### Madalena
| Partido                 | Partido                               | Votos | %               | +/-   |
| ----------------------- | ------------------------------------- | ----- | --------------- | ----- |
|                         | Partido Socialista                    | 1 198 | 34,22 / 100,00  | 1,53  |
|                         | Aliança Portugal                      | 762   | 21,77 / 100,00  | 10,83 |
|                         | Coligação Democrática Unitária        | 430   | 12,28 / 100,00  | 2,24  |
|                         | Partido da Terra                      | 352   | 10,05 / 100,00  | 9,41  |
|                         | Bloco de Esquerda                     | 164   | 4,68 / 100,00   | 5,61  |
|                         | Partido pelos Animais e pela Natureza | 83    | 2,37 / 100,00   | Novo  |
|                         | PCTP/MRPP                             | 68    | 1,94 / 100,00   | 0,69  |
|                         | LIVRE                                 | 60    | 1,71 / 100,00   | Novo  |
|                         | Outros                                | 100   | 2,85 / 100,00   |       |
| Votos Inválidos         | Votos Inválidos                       | 284   | 8,11 / 100,00   | 1,64  |
| Total                   | Total                                 | 3 501 | 100,00 / 100,00 |       |
| Eleitorado/Participação | Eleitorado/Participação               | 8 790 | 39,83 / 100,00  | 3,97  |

#### Mafamude e Vilar do Paraíso
| Partido                 | Partido                               | Votos  | %               |
| ----------------------- | ------------------------------------- | ------ | --------------- |
|                         | Partido Socialista                    | 5 378  | 30,73 / 100,00  |
|                         | Aliança Portugal                      | 4 478  | 25,59 / 100,00  |
|                         | Coligação Democrática Unitária        | 2 092  | 11,96 / 100,00  |
|                         | Partido da Terra                      | 1 611  | 9,21 / 100,00   |
|                         | Bloco de Esquerda                     | 1 108  | 6,33 / 100,00   |
|                         | LIVRE                                 | 427    | 2,44 / 100,00   |
|                         | Partido pelos Animais e pela Natureza | 342    | 1,95 / 100,00   |
|                         | PCTP/MRPP                             | 268    | 1,53 / 100,00   |
|                         | Outros                                | 463    | 2,65 / 100,00   |
| Votos Inválidos         | Votos Inválidos                       | 1 331  | 7,60 / 100,00   |
| Total                   | Total                                 | 17 498 | 100,00 / 100,00 |
| Eleitorado/Participação | Eleitorado/Participação               | 45 728 | 38,27 / 100,00  |

#### Oliveira do Douro
| Partido                 | Partido                               | Votos  | %               | +/-   |
| ----------------------- | ------------------------------------- | ------ | --------------- | ----- |
|                         | Partido Socialista                    | 2 994  | 39,09 / 100,00  | 6,01  |
|                         | Aliança Portugal                      | 1 395  | 18,21 / 100,00  | 11,92 |
|                         | Coligação Democrática Unitária        | 1 020  | 13,32 / 100,00  | 0,48  |
|                         | Partido da Terra                      | 615    | 8,03 / 100,00   | 7,58  |
|                         | Bloco de Esquerda                     | 464    | 6,06 / 100,00   | 5,90  |
|                         | PCTP/MRPP                             | 158    | 2,06 / 100,00   | 0,63  |
|                         | Partido pelos Animais e pela Natureza | 153    | 2,00 / 100,00   | Novo  |
|                         | LIVRE                                 | 141    | 1,84 / 100,00   | Novo  |
|                         | Outros                                | 250    | 2,91 / 100,00   |       |
| Votos Inválidos         | Votos Inválidos                       | 497    | 6,49 / 100,00   | 0,23  |
| Total                   | Total                                 | 7 659  | 100,00 / 100,00 |       |
| Eleitorado/Participação | Eleitorado/Participação               | 19 881 | 38,52 / 100,00  | 2,62  |

#### Pedroso e Seixezelo
| Partido                 | Partido                               | Votos  | %               |
| ----------------------- | ------------------------------------- | ------ | --------------- |
|                         | Partido Socialista                    | 2 398  | 36,37 / 100,00  |
|                         | Aliança Portugal                      | 1 616  | 24,51 / 100,00  |
|                         | Partido da Terra                      | 600    | 9,10 / 100,00   |
|                         | Coligação Democrática Unitária        | 585    | 8,87 / 100,00   |
|                         | Bloco de Esquerda                     | 293    | 4,44 / 100,00   |
|                         | Partido pelos Animais e pela Natureza | 129    | 1,96 / 100,00   |
|                         | PCTP/MRPP                             | 128    | 1,94 / 100,00   |
|                         | LIVRE                                 | 118    | 1,79 / 100,00   |
|                         | Outros                                | 202    | 3,06 / 100,00   |
| Votos Inválidos         | Votos Inválidos                       | 524    | 7,94 / 100,00   |
| Total                   | Total                                 | 6 593  | 100,00 / 100,00 |
| Eleitorado/Participação | Eleitorado/Participação               | 17 832 | 36,97 / 100,00  |

#### Sandim, Olival, Lever e Crestuma
| Partido                 | Partido                               | Votos  | %               |
| ----------------------- | ------------------------------------- | ------ | --------------- |
|                         | Partido Socialista                    | 2 191  | 34,51 / 100,00  |
|                         | Aliança Portugal                      | 2 063  | 32,50 / 100,00  |
|                         | Coligação Democrática Unitária        | 417    | 6,57 / 100,00   |
|                         | Partido da Terra                      | 409    | 6,44 / 100,00   |
|                         | Bloco de Esquerda                     | 224    | 3,53 / 100,00   |
|                         | PCTP/MRPP                             | 101    | 1,59 / 100,00   |
|                         | Partido pelos Animais e pela Natureza | 86     | 1,35 / 100,00   |
|                         | LIVRE                                 | 85     | 1,34 / 100,00   |
|                         | Outros                                | 213    | 3,35 / 100,00   |
| Votos Inválidos         | Votos Inválidos                       | 559    | 8,81 / 100,00   |
| Total                   | Total                                 | 6 348  | 100,00 / 100,00 |
| Eleitorado/Participação | Eleitorado/Participação               | 15 439 | 41,12 / 100,00  |

#### Santa Marinha e São Pedro da Afurada
| Partido                 | Partido                               | Votos  | %               |
| ----------------------- | ------------------------------------- | ------ | --------------- |
|                         | Partido Socialista                    | 4 048  | 34,91 / 100,00  |
|                         | Aliança Portugal                      | 2 469  | 21,30 / 100,00  |
|                         | Coligação Democrática Unitária        | 1 518  | 13,09 / 100,00  |
|                         | Partido da Terra                      | 1 003  | 8,65 / 100,00   |
|                         | Bloco de Esquerda                     | 734    | 6,33 / 100,00   |
|                         | LIVRE                                 | 272    | 2,35 / 100,00   |
|                         | Partido pelos Animais e pela Natureza | 254    | 2,19 / 100,00   |
|                         | PCTP/MRPP                             | 209    | 1,80 / 100,00   |
|                         | Outros                                | 276    | 2,37 / 100,00   |
| Votos Inválidos         | Votos Inválidos                       | 811    | 7,00 / 100,00   |
| Total                   | Total                                 | 11 594 | 100,00 / 100,00 |
| Eleitorado/Participação | Eleitorado/Participação               | 30 005 | 38,64 / 100,00  |

#### São Félix da Marinha
| Partido                 | Partido                               | Votos  | %               | +/-   |
| ----------------------- | ------------------------------------- | ------ | --------------- | ----- |
|                         | Partido Socialista                    | 1 485  | 33,33 / 100,00  | 2,91  |
|                         | Aliança Portugal                      | 1 273  | 28,57 / 100,00  | 12,29 |
|                         | Partido da Terra                      | 386    | 8,66 / 100,00   | 8,10  |
|                         | Coligação Democrática Unitária        | 365    | 8,19 / 100,00   | 0,75  |
|                         | Bloco de Esquerda                     | 175    | 3,93 / 100,00   | 4,81  |
|                         | LIVRE                                 | 92     | 2,06 / 100,00   | Novo  |
|                         | Partido pelos Animais e pela Natureza | 89     | 2,00 / 100,00   | Novo  |
|                         | PCTP/MRPP                             | 81     | 1,82 / 100,00   | 0,36  |
|                         | Outros                                | 131    | 2,93 / 100,00   |       |
| Votos Inválidos         | Votos Inválidos                       | 379    | 8,51 / 100,00   | 1,50  |
| Total                   | Total                                 | 4 456  | 100,00 / 100,00 |       |
| Eleitorado/Participação | Eleitorado/Participação               | 11 004 | 40,49 / 100,00  | 6,19  |

#### Serzedo e Perosinho
| Partido                 | Partido                               | Votos  | %               |
| ----------------------- | ------------------------------------- | ------ | --------------- |
|                         | Partido Socialista                    | 1 586  | 35,77 / 100,00  |
|                         | Aliança Portugal                      | 1 157  | 26,09 / 100,00  |
|                         | Coligação Democrática Unitária        | 441    | 9,95 / 100,00   |
|                         | Partido da Terra                      | 351    | 7,92 / 100,00   |
|                         | Bloco de Esquerda                     | 183    | 4,13 / 100,00   |
|                         | PCTP/MRPP                             | 84     | 1,89 / 100,00   |
|                         | LIVRE                                 | 80     | 1,80 / 100,00   |
|                         | Partido pelos Animais e pela Natureza | 64     | 1,44 / 100,00   |
|                         | Outros                                | 146    | 3,29 / 100,00   |
| Votos Inválidos         | Votos Inválidos                       | 342    | 7,71 / 100,00   |
| Total                   | Total                                 | 4 434  | 100,00 / 100,00 |
| Eleitorado/Participação | Eleitorado/Participação               | 12 116 | 36,60 / 100,00  |

#### Vilar de Andorinho
| Partido                 | Partido                               | Votos  | %               | +/-   |
| ----------------------- | ------------------------------------- | ------ | --------------- | ----- |
|                         | Partido Socialista                    | 1 943  | 37,82 / 100,00  | 5,75  |
|                         | Aliança Portugal                      | 859    | 16,72 / 100,00  | 12,21 |
|                         | Coligação Democrática Unitária        | 676    | 13,16 / 100,00  | 0,73  |
|                         | Partido da Terra                      | 413    | 8,04 / 100,00   | 7,41  |
|                         | Bloco de Esquerda                     | 334    | 6,50 / 100,00   | 7,76  |
|                         | PCTP/MRPP                             | 145    | 2,82 / 100,00   | 1,45  |
|                         | Partido pelos Animais e pela Natureza | 124    | 2,41 / 100,00   | Novo  |
|                         | LIVRE                                 | 86     | 1,67 / 100,00   | Novo  |
|                         | Outros                                | 167    | 3,26 / 100,00   |       |
| Votos Inválidos         | Votos Inválidos                       | 391    | 7,61 / 100,00   | 0,31  |
| Total                   | Total                                 | 5 138  | 100,00 / 100,00 |       |
| Eleitorado/Participação | Eleitorado/Participação               | 14 735 | 34,87 / 100,00  | 3,05  |